# Calorífero

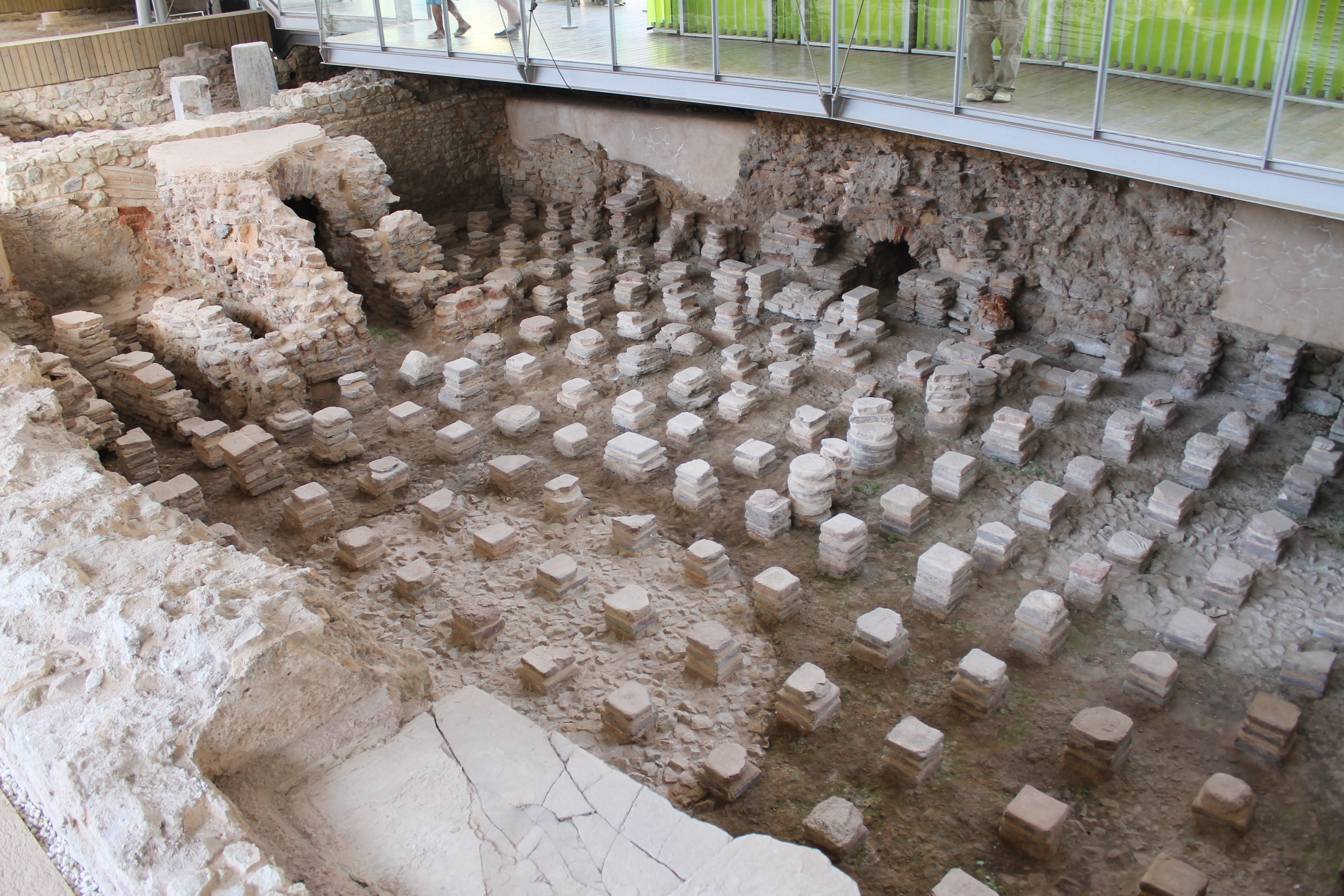
Hipocausto de las termas romanas de Cartagena

Se llama calorífero al aparato destinado a calentar el aire procedente del exterior y a dirigirlo enseguida a los sitios en donde haya que utilizarse. 
Lo más común es que los caloríferos lleven el calor a grandes distancias en cuyo caso se colocan en cuevas o habitaciones del piso inferior. El hogar se cubre de fábrica para que las paredes no dejen perder el calor desde donde parten tubos que conducen el cuerpo portador de calor. 

## Historia
Desde los tiempos más antiguos se han empleado los caloríferos con el nombre de hipocaustos por los romanos y de hangs por los chinos. Los hipocaustos calentaban solo el suelo de las habitaciones por debajo de las cuales pasaban. 
En la abadía de Saint-Gall de Suiza existe un hogar designado por la leyenda de este modo Caminus ad calefanciendum u hornillo del hipocausto que va a parar al Evaporatio fumi. En el centro del techo se lee Subtus calefactoria, lo cual no deja dudas de que el humo pasaba por debajo del pavimento.

## Tipos
Los caloríferos pueden ser: 
- De aire caliente: es aquel en el que el aire quemado recorre los diferentes conductos del aparato o bien el aire exterior atraviesa los tubos metálicos en donde se calienta.
- De vapor: consiste siempre en un generador de vapor con todos sus accesorios, en tubos que lo conducen a los sitios donde debe condensarse, en aparatos de condensación y en tubos destinados a devolver a la caldera el agua procedente de la condensación del vapor o a evacuarla al exterior.
- De agua caliente: es un sistema de calefacción de agua caliente que se extendió en el siglo XIX tanto en grandes establecimientos como en casas particulares y es precursor de los actuales sistemas de calefacción por agua.